# بطولة أوروبا لكرة الماء 2010
بطولة أوروبا لكرة الماء 2010 كان الموسم الـ 29 من بطولة أوروبا لكرة الماء، وجرت المنافسات في زغرب كرواتيا، ونظمت من قبل الاتحاد الأوروبي للسباحة.

## النتائج
| م       | المنتخب      |
| ------- | ------------ |
| ذهبية   | كرواتيا      |
| فضية    | إيطاليا      |
| برونزية | صربيا        |
| 4       | المجر        |
| 5       | الجبل الأسود |
| 6       | ألمانيا      |
| 7       | رومانيا      |
| 8       | إسبانيا      |
| 9       | اليونان      |
| 10      | تركيا        |